# Кутб ад-дін Махмуд-шах
Кутб ад-дін Махмуд-шах (бенг. দ্বিতীয় মাহমুদ শাহ; д/н —1490) — султан Бенгалії у 1489—1490 роках. Відомий також як Махмуд-шах II.

## Життєпис
Походив з династії Хабші. Названий син султана Фіруз-шаха III. 1489 року посів трон, але через молодий вік його регентом став Хабаш-хан. Десь на початку 1490 року останнього було вбито військовиком Сіді Бадром, який став новим регентом. Через декілька місяців той повалив Кутб ад-дін Махмуд-шаха, захопивши владу під ім'ям Шамс ад-дін Музаффар-шах.